# العلاقات الإندونيسية المالية
العلاقات الإندونيسية المالية هي العلاقات الثنائية التي تجمع بين إندونيسيا ومالي.

## مقارنة بين البلدين
هذه مقارنة عامة ومرجعية للدولتين:
| وجه المقارنة                                              | إندونيسيا         | مالي            |
| --------------------------------------------------------- | ----------------- | --------------- |
| المساحة (كم2)                                             | 1.90 مليون        | 1.24 مليون      |
| عدد السكان (نسمة)                                         | 263.99 مليون      | 18.54 مليون     |
| الكثافة السكانية (ن./كم²)                                 | 138.94            | 14.95           |
| العاصمة                                                   | جاكرتا            | باماكو          |
| اللغة الرسمية                                             | اللغة الإندونيسية | لغة فرنسية      |
| العملة                                                    | روبية إندونيسية   | فرنك غرب أفريقي |
| الناتج المحلي الإجمالي (بليون دولار)                      | 1.02 تريليون      | 15.29 مليار     |
| الناتج المحلي الإجمالي (تعادل القوة الشرائية) بليون دولار | 2.85 تريليون      | 35.69 مليار     |
| الناتج المحلي الإجمالي الاسمي للفرد دولار أمريكي          | 3.35 ألف          | 724             |
| الناتج المحلي الإجمالي للفرد دولار أمريكي                 | 10.52 ألف         | 1.60 ألف        |
| مؤشر التنمية البشرية                                      | 0.684             | 0.419           |
| رمز المكالمات الدولي                                      | +62               | +223            |
| رمز الإنترنت                                              | .id               | .ml             |
| المنطقة الزمنية                                           |                   | 00              |

## منظمات دولية مشتركة
يشترك البلدان في عضوية مجموعة من المنظمات الدولية، منها:
| علم المنظمة | اسم المنظمة                                                | تاريخ انضمام إندونيسيا | تاريخ انضمام مالي |
| ----------- | ---------------------------------------------------------- | ---------------------- | ----------------- |
|             | مؤسسة التنمية الدولية                                      | 20 أغسطس 1968          | 27 سبتمبر 1963    |
|             | الأمم المتحدة                                              | 28 سبتمبر 1950         | 28 سبتمبر 1960    |
|             | منظمة التجارة العالمية                                     | ?                      | ?                 |
|             | العملية المشتركة للاتحاد الأفريقي والأمم المتحدة في دارفور | ?                      | ?                 |
|             | منظمة التعاون الإسلامي                                     | ?                      | ?                 |
|             | منظمة الشرطة الجنائية الدولية                              | 5 أكتوبر 1954          | ?                 |
|             | المركز الدولي لتسوية المنازعات الاستشارية                  | 28 أكتوبر 1968         | 2 فبراير 1978     |
|             | الاتحاد الدولي للاتصالات                                   | 1949                   | 21 أكتوبر 1960    |
|             | الفريق المعني برصد الأرض                                   | ?                      | ?                 |
|             | البنك الدولي للإنشاء والتعمير                              | 13 أبريل 1967          | 27 سبتمبر 1963    |
|             | الاتحاد البريدي العالمي                                    | ?                      | ?                 |
|             | منظمة حظر الأسلحة الكيميائية                               | ?                      | ?                 |
|             | مؤسسة التمويل الدولية                                      | 23 أبريل 1968          | 9 مايو 1978       |
|             | وكالة ضمان الاستثمار متعدد الأطراف                         | 12 أبريل 1988          | 22 أكتوبر 1992    |
|             | يونسكو                                                     | 27 مايو 1950           | 7 نوفمبر 1960     |

## وصلات خارجية
- موقع وزارة الخارجية الإندونيسية